# Stadio municipale (Velika Gorica)

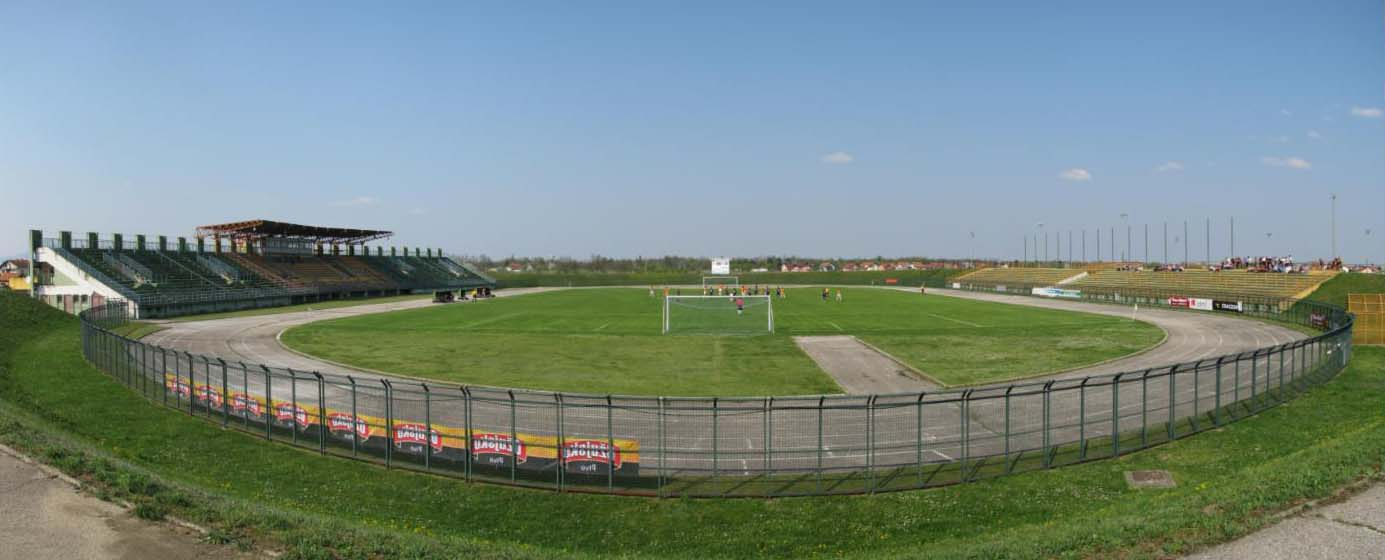
Lo stadio municipale di Velika Gorica

Lo stadio municipale di Velika Gorica (croato Gradski stadion u Velikoj Gorici), noto anche come ŠRC Velika Gorica (la sigla sta per "Športsko rekreacijski centar", Centro sportivo e ricreativo), oppure Stadion Radnik, è il principale stadio di calcio di Velika Gorica, una città della regione di Zagabria, in Croazia.

## Storia
Negli anni '70 è stato elaborato un piano urbanistico che interessava l'area lungo via Pleška come spazio per il Centro sportivo e ricreativo Velika Gorica. L'idea era quella di costruire uno stadio con campi ausiliari, una piscina olimpionica, una sala, un campo da tennis, ecc. Il progetto è stato realizzato dall'Istituto Urbano Croato, i progettisti sono stati Duška e Drago Bradić.
Lo stadio cittadino di Velika Gorica è stato costruito nel 1987 e realizzato per le esigenze della XIV Universiade, tenutasi a Zagabria. L'inaugurazione dello stadio è avvenuta il 30 giugno 1987, il Radnik (il club cittadino) ha giocato contro la squadra nazionale studentesca della Jugoslavia, di fronte a 10mila spettatori. All'Universiade, a Velika Gorica si sono giocate cinque partite, iniziando con un altisonante 6-0 dell'Unione Sovietica contro il Brasile, davanti a 8mila spettatori. Finito l'evento, a Velika Gorica è rimasto un ottimo (per le esigenze cittadine) stadio.
Lo stadio è stato rinnovato tre volte: nel 1999 per ospitare i II Giochi mondiali militari, nel 2010 per adeguarsi agli standard della Druga HNL per il neoformato HNK Gorica, e nel 2019, quando viene completata l'installazione delle seggiole per tutti i 5200 posti dell'impianto.

## Gare di rilievo

### Club
| Data           | Competizione         | Squadre                         | Risultato |
| -------------- | -------------------- | ------------------------------- | --------- |
| 19 maggio 2021 | Finale Coppa Croazia | Dinamo Zagabria vs. Istria 1961 | 6–3       |

### Nazionali
| Data           | Competizione | Squadre             | Risultato |
| -------------- | ------------ | ------------------- | --------- |
| 1º giugno 2021 | Amichevole   | Croazia vs. Armenia | 1–1       |